# Graniczna (Równina Gryficka)
Graniczna – wzniesienie o wysokości 30 m n.p.m. na Równinie Gryfickiej, położone w woj. zachodniopomorskim, w gminie Gryfice, po zachodniej stronie doliny rzeki Regi.
Ok. 0,4 km na północny wschód od wierzchołka Granicznej przebiega linia kolejowa nr 402.
Graniczna znajduje się między Górzycą a Borzęcinem.
Nazwę Graniczna wprowadzono urzędowo rozporządzeniem w 1949 roku, zastępując poprzednią niemiecką nazwę Scheide Berg.